# Stronger (албум)
Stronger је пети по реду студијски албум америчке поп певачице Кели Кларксон издат 21. октобра 2011. у Аустралији и 24. октобра 2011. у САД и Уједињеном Краљевству под издавачком кућом RCA Records. Албум се састоји из 13 песама (17 песама на делукс издању).
На овом албуму, Кларксонова углавном показује своје вокалне способности за разлику од њених претходних албума. Такође се на албуму примећују више утицаји R&B, кантри, денс-поп и соул музике. И поред ових утицаја, на албуму је много песама њеног препознатљивог поп-рок звука. За писања текстова и музике, Кларксонова је била инспирисана музичарима као што су Принс, Тина Тарнер, Шерил Кроу и Рејдиохед. Албум је позитивно оцењен од стране критике због утиција кантри и R&B звука, али и због добрих денс хитова којих има на албуму.
Албум је дебитовао на 2. месту званичне америчке топ-листе албума које објављује часопис Билборд са продатих 163,000 примерака у првој недељи. Ово је био други пут да Кларксонова дебитује на другом месту америчке листе албума. Иако је није дебитовао на месту бр. 1 као њен претходни албум All I Ever Wanted, овај албум је успео да остане на топ-листама више од годину дана и продат је у платинастом тиражу. Овај албум је означио први албум после 5 година који је сертификован од стране Америчког удружења дискографских кућа. Продат је у преко милион примерака у САД. У Уједињеном Краљевству је албум дебитовао на месту бр. 5 топ-листе албума са продатих 29,200 копија у првој недељи. Албум је успео да надмаши све њене претходне албуме, осим албума Breakaway, са продатих преко 200,000 примерака. Албум је добио Греми за најбољи поп-вокални албум.
За први сингл са новог албума, Кларксонова је изабрала песму Mr. Know It All која је песма умереног ритма и другачија од њеног уобичајеног поп-рок стила. Песма је брзо постала популарна. Веома брзо после објављивања, заузела је 10. место америчке топ-листе синглова.. Продата је у тиражу од више од милион копија. У Уједињеном Краљевству је заузела 4. место на топ-листи, што је за Кларксонову други најбољи пласман на овој листи. У Аустралији је песма доживела врхунац и попела се на зачеље листе. Као други сингл са албума је објављена песма Stronger (What Doesn't Kill You). Овај сингл је постао њен 3. број 1 на листи синглова у САД. Песма је, такође, доживела велику славу и постала је најпродаванији сингл Кларксонове у САД са преко 4 милиона продатих копија. Поред САД, песма је постала велики хит и у свету. Постала је њен најпродаванији сингл у многим земљама као што су Уједињено Краљевство, Данска, Финска, Нови Зеланд,Чешка, Мађарска, Шпанија и Шведска. Песма се ни ту није зауставила, већ је са својим продајама успела да постане најпродаванији сингл било ког такмичара Идола икада у САД. Песма је зарадила и три номинације за Греми награде, највише што је Кларксонова икад добила за једну песму. За трећи сингл са албума изабрана је песма Dark Side.

## Списак песама
| Бр. | Назив песме                      | Продуцент                              | Трајање |
| --- | -------------------------------- | -------------------------------------- | ------- |
| 1.  | Mr. Know It All                  | Brian Kennedy, Ester Dean, Dante Jones | 3:53    |
| 2.  | Stronger (What Doesn't Kill You) | Greg Kurstin                           | 3:42    |
| 3.  | Dark Side                        | Kurstin                                | 3:45    |
| 4.  | Honestly                         | Kurstin                                | 3:36    |
| 5.  | You Love Me                      | Josh Abraham, Oligee                   | 4:04    |
| 6.  | Einstein                         | Toby Gad                               | 2:59    |
| 7.  | Standing in Front of You         | Jason Halbert                          | 3:59    |
| 8.  | I Forgive You                    | Rodney Jerkins, Andre Lindal           | 3:04    |
| 9.  | Hello                            | Abraham, Oligee                        | 3:00    |
| 10. | The War Is Over                  | Gad                                    | 3:57    |
| 11. | Let Me Down                      | Chris DeStefano                        | 3:56    |
| 12. | You Can't Win                    | Abraham, Oligee                        | 4:20    |
| 13. | Breaking Your Own Heart          | Howard Benson                          | 3:49    |

## Топ листе и сертификације

### Топ листе
| Држава               | Највиша позиција |
| -------------------- | ---------------- |
| Аустралија           | 3                |
| Аустрија             | 20               |
| Белгија              | 45               |
| Канада               | 4                |
| Француска            | 142              |
| Немачка              | 14               |
| Ирска                | 8                |
| Италија              | 68               |
| Јапан                | 59               |
| Мексико              | 85               |
| Холандија            | 16               |
| Нови Зеланд          | 6                |
| Пољска               | 64               |
| Шпанија              | 40               |
| Шведска              | 39               |
| Швајцарска           | 12               |
| Уједињено Краљевство | 5                |
| САД                  | 2                |

### Сертификације
| Држава      | Сертификација | Продаја    |
| ----------- | ------------- | ---------- |
| Аустралија  | Платинаст     | 70,000     |
| Канада      | Платинаст     | 80,000     |
| Нови Зеланд | Златан        | 7,500      |
| САД         | Платинаст     | 1,031,000  |
| Свет        | -             | 3,000,000+ |